# Fall of the Grey-Winged One
Fall of the Grey-Winged One ist ein, seit 2002 aktives, von Stijn van Cauter gegründetes Drone-Doom-Projekt.

## Geschichte

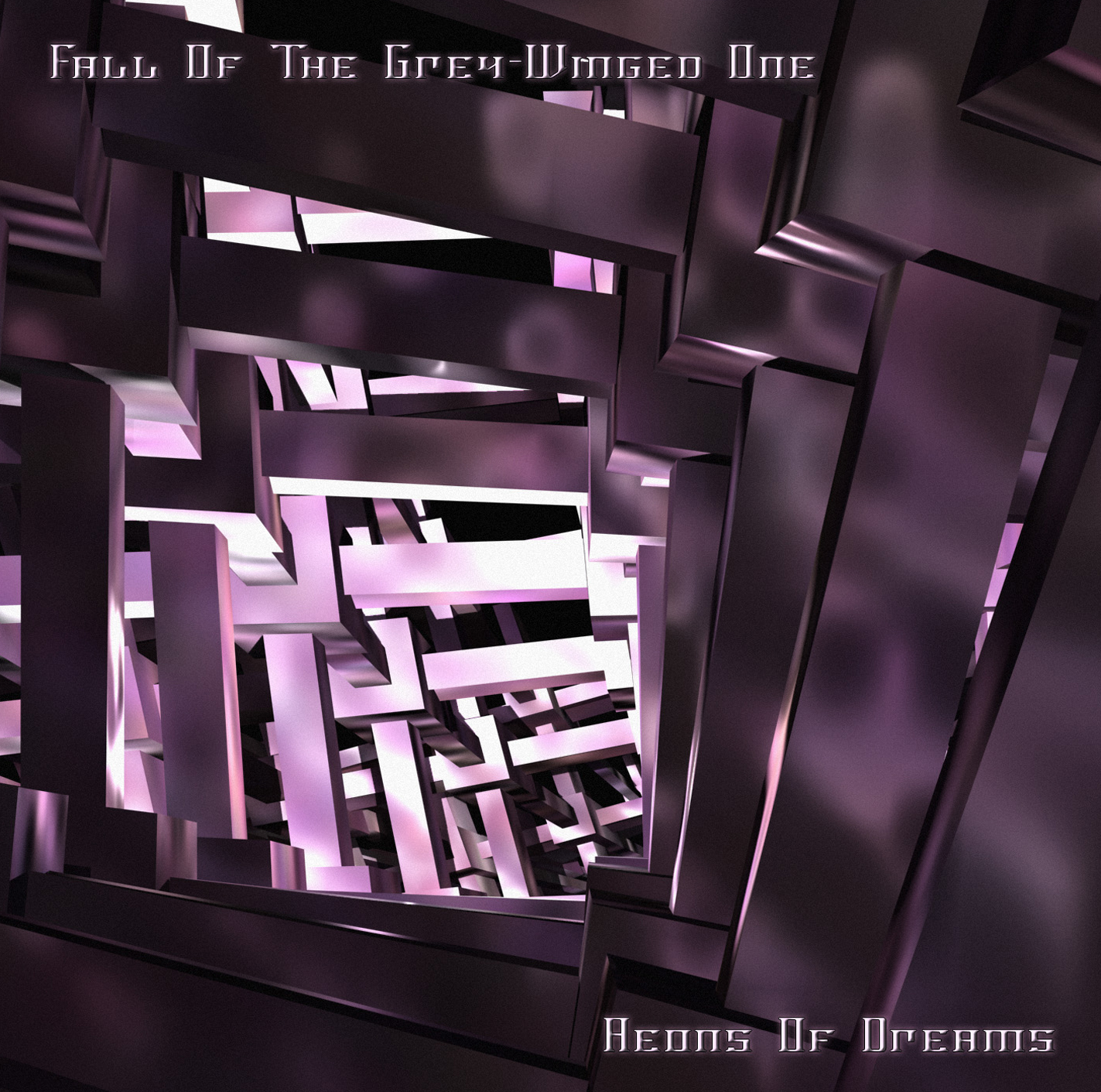
Cover des Albums Aeons of Dreams

Stijn van Cauter initiierte Fall of the Grey-Winged One als Soloprojekt. Während der Arbeit an einem Album für das Dark-Ambient-Projekt I Dream No More entdeckte van Cauter Drone Doom für sich, ließ sich davon inspirieren und „experimentierte mit dem schweren, dröhnenden Sound“, den er auf der Bassgitarre erzeugte. Diese Experimente führten zu der Veröffentlichung unter dem Bandnamen Fall of the Grey-Winged One. Die Veröffentlichungen des Projektes erschienen auf van Cauters Label Nulll Records. Das Debüt Aeons of Dreams aus dem Jahr 2002 wurde 2006 über das Label des Musikers und neurechten Aktivisten Alex Kurtagić Supernal Music wiederveröffentlicht. Das Album wurde harsch kritisiert und als dilettantisch verurteilt.
Im Jahr 2011 stellte van Cauter die Produktion weiterer Musik vorübergehend ein. Obwohl er seit 2016 unterschiedliche Projekte reaktivierte blieb eine Wiederaufnahme der Aktivität mit Fall of the Grey-Winged One bis zum Jahr 2020 aus. Mit dem Split-Album Dismal Visage of Eternity, das neben Fall of the Grey-Winged One Stücke von Sculptor Void und Dawn of Obscure Chaos enthielt reaktivierte er auch dies Projekt. Im Jahr 2023 folgte mit Cascade Wave Collapse ein neues Album.

## Stil
Die von Fall of the Grey-Winged One gespielte Musik wird dem Drone Doom zugerechnet. Van Cauter beschreibt die Musik als eine Kombination des Drone Doom „mit einigen Ambient- und Industrial-Elementen“.
In einer für das Webzine Guts of Darkness verfassten Besprechung des Debüt hieß es, mit dem Projekt treibe er seinen in anderen Projekten praktizierten Minimalismus ins Extrem, wobei er auf Schlagzeug und Gesang fast vollständig verzichte. Die Musik begrenze sich auf Borduns und wenige melodische Restelemente.

## Diskografie
- 2002: Aeons of Dreams (Album, Nulll Records; 2006 Wiedereröffnung, Supernal Music)
- 2003: Death Time Emptiness (Album, Nulll Records)
- 2006: Interludium III - Inritus (Album, Nulll Records)
- 2008: Channelers (Album, Nulll Records)
- 2020: Dismal Visage of Eternity (Split-Album mit Sculptor Void und Dawn of Obscure Chaos, Raw Coffin Records)
- 2020: The Hive (Remix-Kompilation, Void Overflow)
- 2021: Propagating Drone Fields (Album, Void Overflow)
- 2023: Cascade Wave Collapse (Album, Void Overflow)
- 2025: Resynchronization Anomalies (Download-Single, Void Overflow)